# Københavns Kvindelige Gymnastikforening
Københavns Kvindelige Gymnastikforening, KKG, är en gymnastikförening för kvinnor i Köpenhamn, som grundades 1886. 

## Grundande
I Köpenhamn bildades från 1880-talet åtskilliga gymnastik- och idrottsföreningar för kvinnor. Den första, Københavns Kvindelige Gymnastikforening (KKG), grundades den 2 oktober 1886 av en liten  grupp gymnastiklärarinner på Erna Juel-Jørgensens gymnastikkurs med ändamålet att utöva och utbreda svensk gymnastik. KKG:s formål var "att vidmakthålla den allaredan förvärvade färdigheten i svensk gymnastik efter Lings system, självklart strävade man efter att föröka den samt för att på varje sätt väcka och stärka intresset här i landet för den rationelle Gymnastik". Bara gymnastiklärarinnor utbildade i svensk gymnastik kunde bli medlemmar, dock var föreningen öppen för passiva medlemmar, och intagningar i föreningen kunde bara ske efter förslag från en medlem eventuellt efter avlagt intagningsprov. Första året hade KKG 16 aktiva medlemmar.

### Gymnastik
Då Erna Juel-Hansens Gymnastikinstitut stängdes  1890, försvann KKG:s bas för att värva nya medlemmar, och därför blev föreningen öppen för andra än gymnastiklärarinnor, men ett upptagningsprov säkrade fortsatt föreningens exklusivitet.
Från 1901 hade KKG ett elitlag, som Aage Budtz-Jørgensen var tränare för. Laget tränade tre gånger i veckan, och ett intagningsprov säkrade, att bara duktiga gymnaster kom med i laget. Elitlaget skapade dock intern splittring i KKG, och ordföranden Amalie Præstgaard drog sig ur föreningen 1902 för att hon menade att gymnastiken på elitlaget var för kraftfull och manspräglad. Konflikten kulminerade på ett årsmöte den 21 maj 1906, där  styrelsen fick majoritet emot elitlagets krav om att själv kunna välja en ledare. Påverkade av nederlaget lämnade elitlaget KKG, och ett par dagar efteråt grundade de i stället de Kvindelig Idrætsforening (KI), vars ändamål utöver svensk gymnastik var att verka för annan idrott. KI hade en mera positiv uppfattning av kvinnors kraft i gymnastik än KKG och inträdde 1907 i Danska Gymnastikförbundet, medan KKG kom att höra hemma i De Danske Skytteföreningarna, och de två föreningarna kom således till att representera var sin sida av brottytan mellan sport och gymnastik i dansk idrott. KI och KKG fortsatte att samarbeta om gymnastikuppvisningar. Båda strävade efter att öka kvinnors inflytande på kvinnogymnastikens ledning. Föreningarna fortsatte dock långt in på 1930-talet att markera de inbördes skillnaderna och uppfattningar av vad riktig kvinnogymnastik skulle innehålla. 

### Politik
Föreningens styrelse behandlade ofta ämnen med relation till kvinnosaken, och KKG anmälde sig till Danske Kvinders Nationalråd 1899. Föreningen stödde 1901 ett förslag om att ändra sjukkasselagen till fördel för arbetande kvinnor. 1905 anslöt KKG sig till Danske Kvindeforeningers Valgretsforbund, och då den kvinnliga rösträtten infördes 1915 var KKG med om att fira det. 

### Andra idrottsgrenar
KKG:s verksamhet blev efterhand utvidgad med långboll, simning, rodd, folkdans och inte minst handboll.

### Handboll
På tio år 1937 till 1946 vann KKG DM i damhandboll fyra gånger 1937, 1940, 1941 och 1946

### Ordförande
- 1894–1897 Johanne Lund
- 1897–1898 Charlotte Bonnevie
- 1898–1902 Karen Sofie Amalie Præstgaard[1]
- 1906–1920 Karen Sofie Amalie Præstgaard
- 1920–1924 Else Thomsen